# 刃物

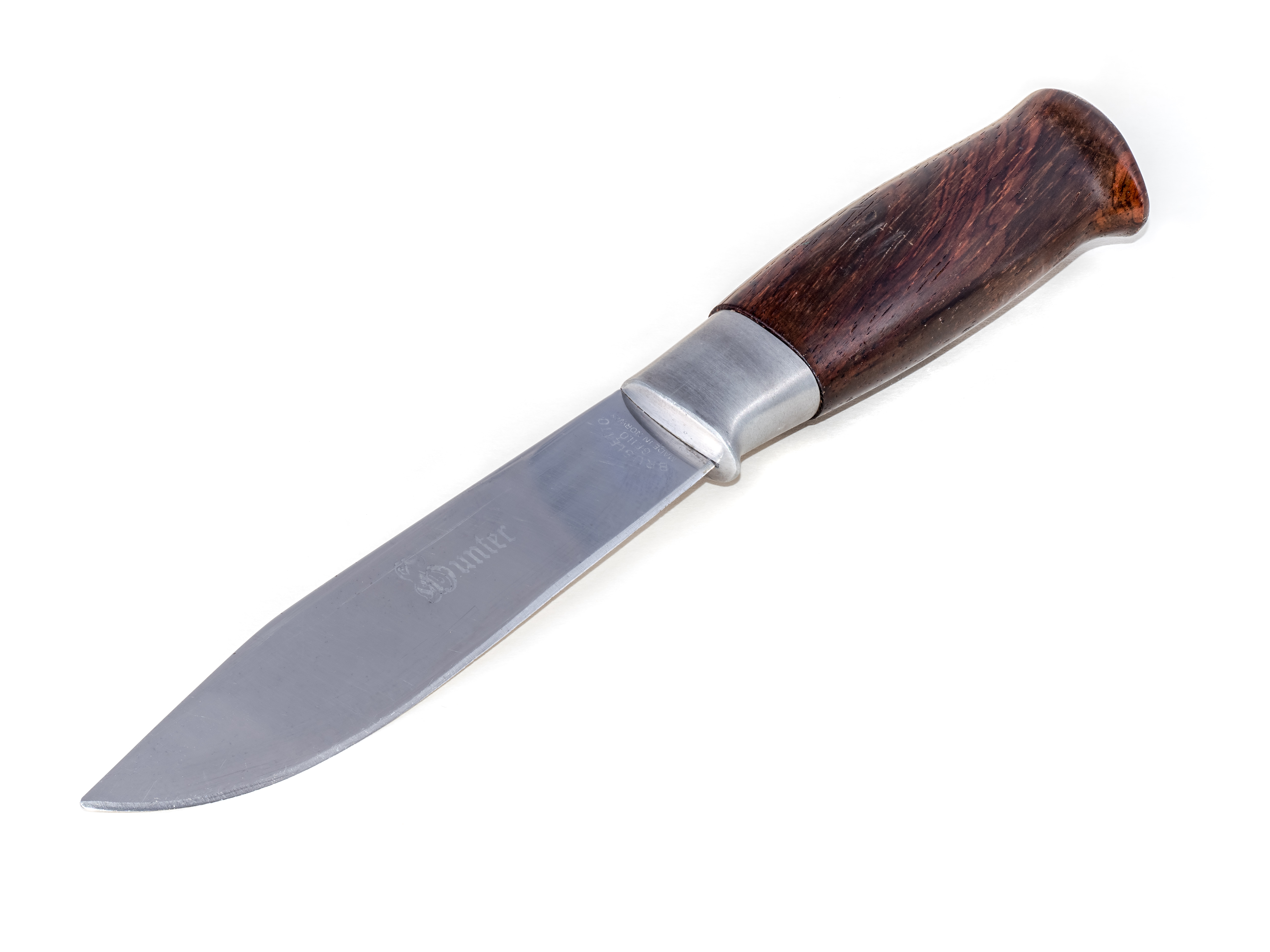
典型的な刃物の一種であるナイフ。

刃物（はもの、英: bladed object）とは、刃がついていて物を切断したり切削したりする道具の総称。刃という構造を持ち、何かを切断したり切削するための道具。「切れ物」とも言う。

## 概要
代表的な刃物として、包丁、小刀、はさみなどが挙げられる。刃物はこうした「調理道具」や「工作道具」に分類されるものだけでなく、鉈や鎌など「農具」に分類されるものや、刀など「武器」に分類されるものもある。基本的には、刃にハンドルやグリップなどの取っ手を付けた形状をしていることが多い。

## 材質
ネアンデルタール人や縄文時代の日本人などは、貝殻を使った貝刃を用いていた。
石器時代には石を割ることで出来る鋭い断面を利用する石製の刃物が用いられ、青銅器時代に入ると青銅製の刃物が、鉄器時代には鉄製の刃物が登場した。現代的な刃物は、主に鉄やステンレス（鋼）などの金属で作られている。更に、登山などでは特に軽量であることを求め、食器などでチタン製のナイフが用いられることもある。
また、セラミック製の刃物も近年用いられている。セラミック製の刃は錆びず、比較的切れ味が落ちにくく、金属製刃物のように研ぐ必要がなく、金属アレルギーを回避できる、などのメリットがあり、家庭で用いる調理包丁（セラミックナイフ）でも使用される割合が増している。また、手術で患者に金属アレルギーのおそれがある場合にセラミック製のメスを使用する場合がある。

## 生産地
ドイツのゾーリンゲン、イギリスのシェフィールド、日本の岐阜県関市が世界三大刃物産地とされる。シェフィールドやゾーリンゲンの地が生産地になり得たのは、水力が利用できたこと、川を通じて原材料の鉄鉱石と石炭、砥石、職人・商人、そして完成品などを輸送できたことなどが挙げられる。
- 関市は、室町時代に鍛冶屋を営むための良質な材料を求めて関市を発見して、関市に鍛冶屋を開いたのが始まりである[6]。
- 中国浙江省龍泉市 - 鋳剣の祖と言われる欧冶子が開業し、刃物の製造が続いている[7]。
- フランス ティエールとライヨールが料理用のナイフの産地として知られる[8]。

関市以外にも、新潟県三条市、福井県越前市、大阪府堺市、兵庫県三木市、高知県香美市などが刃物の生産地として知られる。なお、日本の刃物づくりは江戸時代末期まで日本刀を作っていた集積地や職人が、明治時代になって廃刀令が出され刀が売れなくなったので、やむなく業種転換をはかり「包丁づくり」を余儀なくされたという歴史もある。
金属製刃物の世界的な知名度では、ドイツ・ゾーリンゲンの調理用ナイフが世界的に突出して知名度が高かったが、和包丁も世界的に日本食ブーム等を追い風に海外需要が増加した。世界のシェフの中に自身の調理用ナイフ群に和包丁を加える人も増え、テレビの料理番組や書籍等でも紹介されることも増え、欧米の一般家庭の人も購入する人が増えてきている。
刃物鋼の原産地はスウェーデンや島根県安来市が世界的に有名である。
一方でセラミック製刃物は、その多くが元々陶磁器の生産地や生産工場だった地域でノウハウを活かして作られる傾向があり、京焼の地で生まれた京セラ、また美濃焼や瀬戸物の歴史がある美濃や瀬戸などで作られている。
岐阜県関刃物産業連合会は、日本各地の店舗店頭に「刃物回収箱」を設置し、不要になった刃物を回収、毎年11月8日の刃物の日に合わせて刃物供養祭を行ったのち、リサイクルないしリユース（再使用）を行っている。

## 種類
- ナイフ（カッターナイフ、サバイバルナイフ、ダイビングナイフなど）
- 小刀（こがたな、肥後守）
- はさみ（鋏）
- 彫刻刀
- 剃刀（かみそり）

調理道具
- 包丁類、牛刀、ペティナイフ

農具類
- 鉈（なた）
- 鎌
- 鍬
- 斧、手斧、鉞（まさかり）

手術道具
- メス

武器
- 刀（日本刀、サーベル、軍刀など）
- 槍
- 薙刀
- 剣
- 匕首
- 矛
- 戦斧
- 銃剣

## 法規制
犯罪や事故を防止するため、刃物をみだりに所持・携帯することは法令により規制されている。日本での主な規制は以下の通り。
- 何人も、次の各号のいずれかに該当する場合を除いては、銃砲又は刀剣類を所持してはならない（銃砲刀剣類所持等取締法第三条）
- 業務その他正当な理由による場合を除いては、内閣府令で定めるところにより計つた刃体の長さが六センチメートルをこえる刃物を携帯してはならない（同法第二十二条）
- 第1条 左の各号の一に該当する者は、これを拘留又は科料に処する（軽犯罪法第一条）
  - 正当な理由がなくて刃物、鉄棒その他人の生命を害し、又は人の身体に重大な害を加えるのに使用されるような器具を隠して携帯していた者（同法同条2号）

また、都道府県によっては迷惑防止条例でも規制されている場合がある。
- 何人も、公共の場所又は公共の乗物において、正当な理由なく、刃物、鉄棒、木刀その他人の身体に危害を加えるのに使用されるような物を、公衆に不安を覚えさせるような仕方で携帯してはならない（京都府迷惑行為防止条例）

等。
一方、製造・販売関連では銃刀法や武器等製造法が適用される刀剣類や銃剣を除けば都道府県により青少年保護育成条例での販売の自主規制が存在する程度である。
- 刃物(銃砲刀剣類所持等取締法(昭和三十三年法律第六号)第二条第二項に規定する刀剣類を除く。以下同じ。)の製造又は販売を業とする者は、刃物の構造又は機能が、青少年又はその他の者の生命又は身体に対し、危険又は被害を誘発するおそれがあると認めるときは、相互に協力し、緊密な連絡の下に、当該刃物を青少年に販売し、又は頒布しないように努めなければならない（東京都青少年の健全な育成に関する条例第七条の三）

## 伝統的工芸品
経済産業大臣指定伝統的工芸品（伝統的工芸品 業種別一覧）
- 越前打刃物（1979年指定）
- 堺打刃物（1982年指定）
- 信州打刃物（1982年指定）
- 越後与板打刃物（1986年指定）
- 播州三木打刃物（1996年指定）
- 土佐打刃物（1998年指定）
- 越後三条打刃物（2009年指定）

## 博物館
- 関鍛冶伝承館
- ティエール市営ナイフ博物館Musée de la coutellerie de Thiers（フランス語版）
- フェザーミュージアム